# Chop Suey!
Pour les articles homonymes, voir Chop suey (homonymie).
Singles de System of a Down
Spiders Toxicity
Pistes de Toxicity
X Bounce
Chop Suey! est un single et une chanson du groupe de nu metal et de metal alternatif System of a Down tiré de l'album Toxicity sorti le 4 septembre 2001. C'est la piste 6 de l'album, elle dure 3 minutes et 30 secondes.

## Analyse
« Je pleure quand les anges méritent de mourir. »

— System of a Down, Chop Suey!
Dans un entretien, Daron Malakian affirme que « la chanson parle de la façon dont nous sommes considérés différemment selon comment nous mourons. Chacun mérite de mourir. Si je devais maintenant mourir d'un abus de drogue, ils pourraient dire que je l'ai mérité parce que j'ai abusé d'un produit dangereux ».
Les phrases « Père, dans vos mains je remets mon esprit » et « Père, pourquoi m'avez-vous abandonné ? » sont des références à deux des sept paroles de Jésus en croix.
Le titre originel de la chanson était Suicide. Les membres du groupe déclarent que ce changement n'est pas dû à des pressions de leur maison de disques[réf. souhaitée].

## Clip vidéo
Le clip, réalisé par Marcos Siega, a été tourné dans le parking d'un motel de Los Angeles, ville natale du groupe. Les membres du groupe sont sur scène, entourés d'environ 1 000 fans, interprétant la chanson. Une scène montre brièvement Serj Tankian manger du chop suey avec quelques fans, la seule référence au titre. Au milieu de la vidéo, un drapeau arménien peut être vu. Les scènes montrant le groupe interprétant le morceau sont entrecoupées d'images des membres du groupe entourés de fans.
Le 27 novembre 2020, le clip vidéo atteint le milliard de visionnages sur YouTube, et devient par ailleurs le premier titre de métal à atteindre ce chiffre,.

### Traductions
1. ↑  (en) « I cry when angels deserve to die »
2. ↑  (en) « the song is about how we are regarded differently depending on how we pass. Everyone deserves to die. Like, if I were now to die from a drug abuse, they might say I deserved it because I abused dangerous drugs »
3. ↑  (en) « Father, in your hands I commit my spirit »
4. ↑  (en) « Father Into your hands, why have you forsaken me? »